# Договор поставки
Договор поставки — хозяйственный договор, является одной из разновидностей договора купли-продажи и аналогичен ему по форме. Согласно этому договору, поставщик обязуется в назначенные сроки (срок), не совпадающие с моментом заключения договора, передать товар в собственность (полное хозяйственное ведение либо оперативное управление) покупателю, который обязуется принять товар и уплатить за него определенную денежную сумму.
Отличиями от договора купли-продажи являются:
- особый субъект (в качестве поставщика может выступать индивидуальный предприниматель или коммерческая организация);
- товары передаются для использования их в предпринимательской деятельности.

Особенности поставки товаров для государственных нужд определяются законодательством. Односторонний отказ от исполнения договора поставки (полностью или частично) без возмещения убытков другой стороне допускается при следующих случаях нарушения условий заключенного договора:
- при неоднократной поставке товара ненадлежащего качества;
- при значительной задержке оплаты покупателем поставленного товара сверх предусмотренных договором сроков или при объявлении его неплатежеспособным;
- при существенном нарушении покупателем предусмотренной договором обязанности по выборке товара;
- при систематической просрочке поставщиком поставки товара сверх предусмотренных в договоре сроков.

В настоящее время на правовое регулирование отношений договора поставки направлены десятки разноуровневых нормативных актов (как гражданско-правовых, так и смежных отраслей права, как частного, так и публичного права). В действующем гражданском законодательстве правовому регулированию договора поставки посвящён параграф 3 главы 30 ГК РФ. В статьях 506—524 ГК РФ рассматриваются вопросы по регулированию разногласий при подписании образца договора поставки, порядок поставки товара по договору, ассортимент поставляемого товара и другие аспекты взаимоотношений сторон по сделке.